# Dewoitine D.500
El Dewoitine D.500 és un disseny de caça francés dels anys 1930, considerat l'últim avió amb cabina oberta i tren d'aterratge fix que serví l'Armée de l'Air. Participà en la Guerra Civil espanyola i les etapes inicials de la Segona Guerra Mundial.

## Disseny i desenvolupament

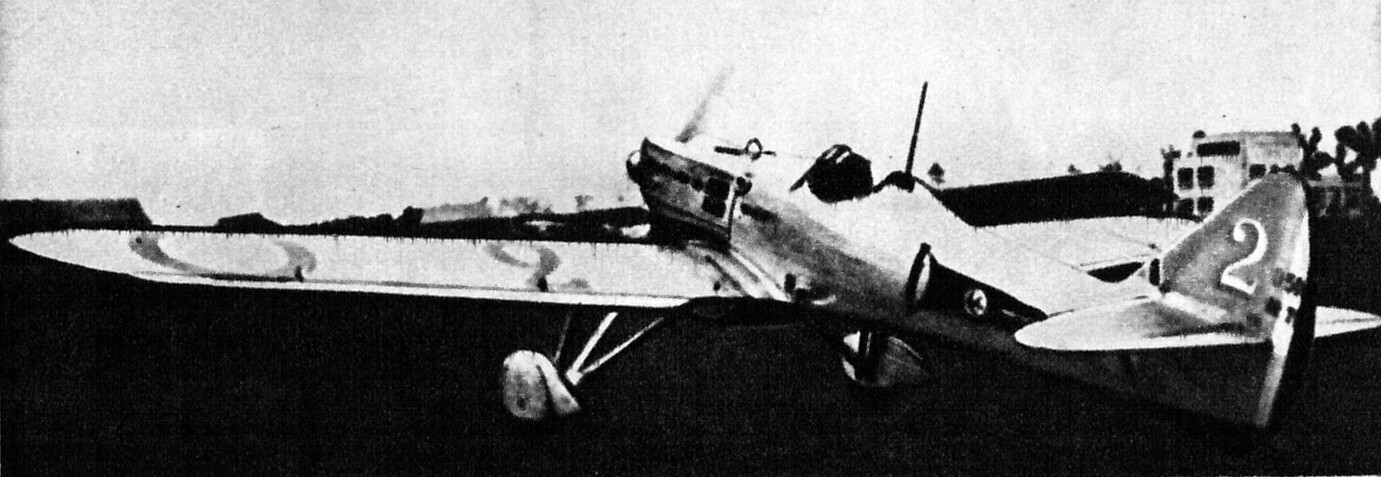
D.500 francès.

Originalment, el D.500 fou dissenyat per Émil Dewoitine durant els anys 1930 a la fi de crear un caça nou que poguera reemplaçar el Nieuport 62 tot seguint les directrius del Ministeri de l'Aire francés (C1). Durant la seua concepció, l'aparell tenia unes prestacions més que acceptables amb construcció completament metàl·lica, ales monoplanes, àmplies superfícies de control i bona visibilitat de cabina, també s'introduí un canó sobre l'eix de l'hèlix obviant així problemes de sincronització i, en versions més avançades un turbocompressor que augmentava el rendiment del motor permetent un major sostre de servei. No obstant això l'aparell presentava greus problemes que el deixarien obsolet abans que acabara la dècada: cabina oberta, tren d'aterratge fix i poca capacitat d'emmagatzematge de combustible i munició.
El primer prototip s'enlairà el 18 de juny de 1932 i al novembre 60 d'aquest mateix any l'arsenal francès ja comptava amb 60 unitats. Quan acabà la seua producció 381 unitats s'havien completat.

## Història operacional

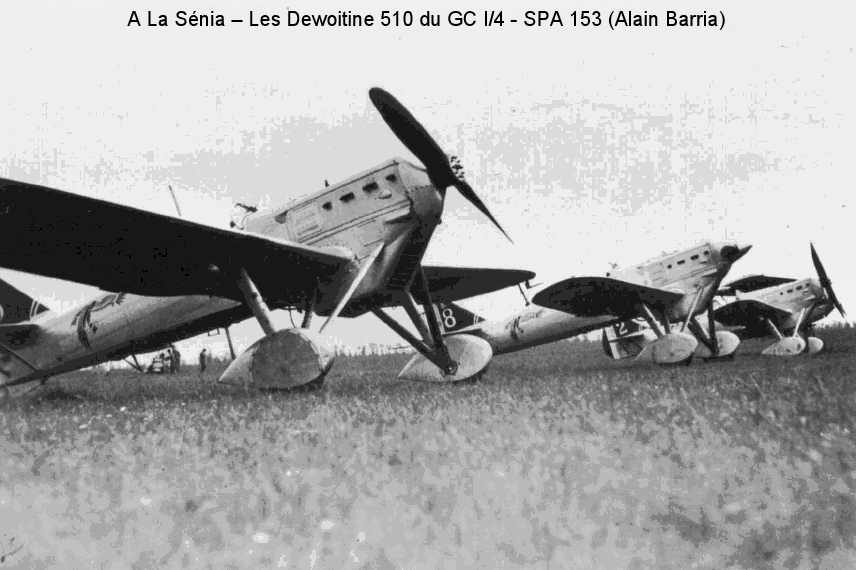
Grup de D.510 aterrats a La Sénia durant la Guerra Civil.

### Espanya
Van arribar a Espanya dos avions, un a l'Aeroport del Prat, i l'altre, desmuntat i embalat al port de Barcelona perquè havia tingut un accident mentre el provaven. Aquests aparells estaven destinats en un principi a l'actual Aràbia Saudita, que els va rebutjar, i van acabar a Barcelona, cosa que va causar un gran revol en la cambra francesa, i el govern de la Segona República va retornar l'armament i els motors dels avions. Van restar inactius fins que s'hi van acoblar uns motors Klimov M-100s, semblants als d'origen (Hispano Suiza 12Y), i dues metralladores acoblades a les ales. Foren relegats al servei de vigilància de la costa de la província de Castelló, i un d'aquests avions, va aconseguir un abatiment d'un Heinkel He 59, quan el pilotava el sergent José Sarrió Calatayud. Els dos avions van ser destruïts en el bombardeig de l'aeròdrom de Banyoles, per part de la Legió Còndor.

### França
A l'exèrcit de l'aire francès es van incorporar al servei en el juliol de 1935, fins que en el setembre de 1939 els van reemplaçar pels Morane-Saulnier MS-406, passant a la defensa regional i a esquadrons d'entrenament. Durant la invasió alemanya de França encara restaven operatius tres grups disposats en dues esquadrilles regionals de caça, i dues esquadrilles de l'Aéronautique Naval. No obstant això el seu ús en defensa del territori fou limitat, ja que ràpidament van ser superats per avions més moderns com ara els Messerschmitt Bf 109. A Dakar restava un grup, que va ser reemplaçat pels Curtiss H-75s el 1941.

### Altres teatres d'operacions
- A Lituània es van vendre 14 aparells del model D.510.[5]
- Xina, durant el 1939, es van emprar 24 D.510[5] en la guerra amb el Japó, en la defensa de les ciutats de Chengdu i Chongquing amb escàs èxit.

## Variants

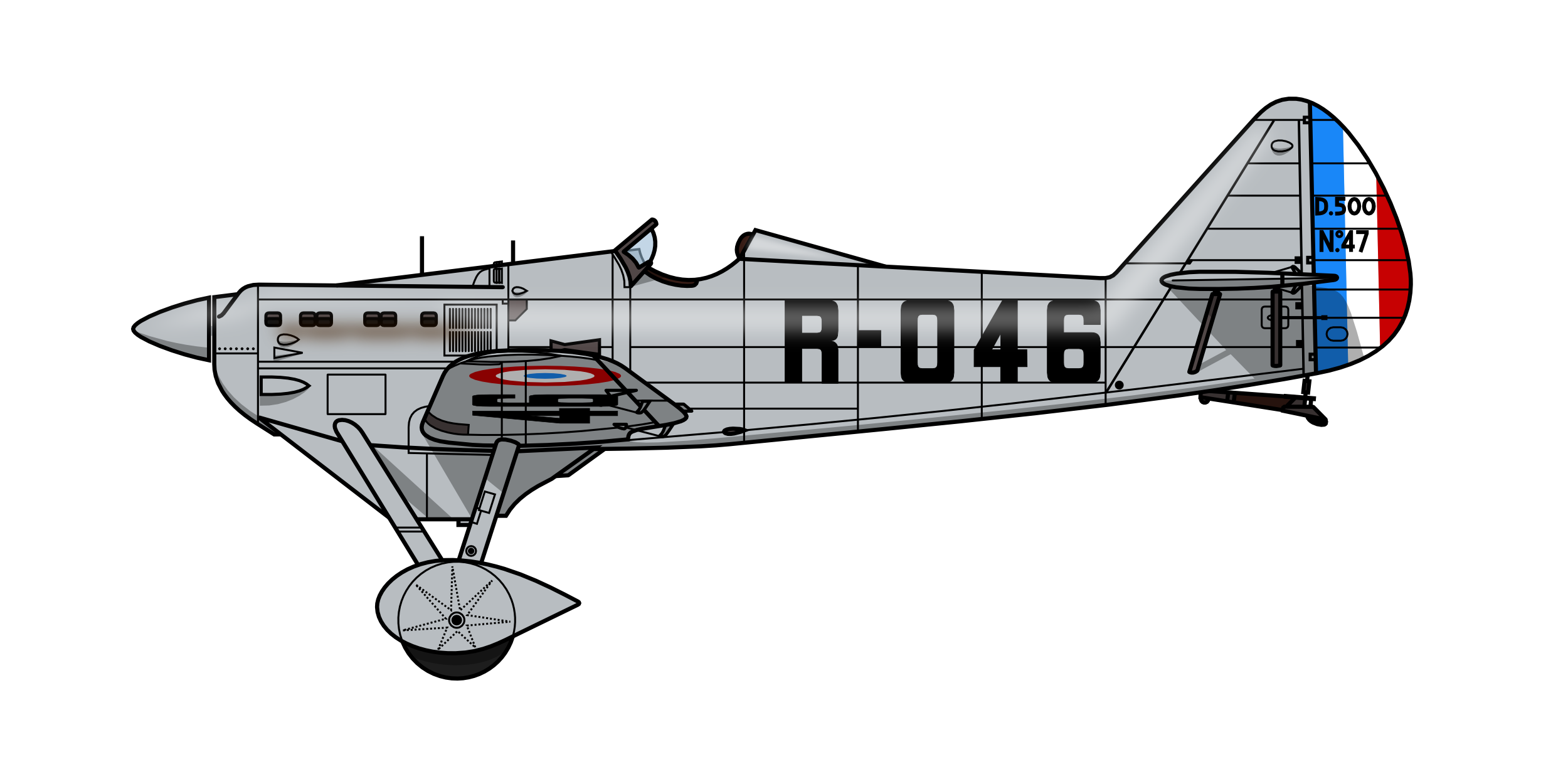
Perfil d'un D.500.

### D.500.01
Prototip experimental.

### D.500
Versió de producció amb un motor Hispano Suiza 12Xbrs V-12 de 507 kW (690 cv) i la possibilitat de muntar 2 metralladores sobre el capó Vickers de 7,7 mm o Darne de 7,5 mm.

### D.501
Nova motorització Hispano Suiza 12Xcrs amb supercompressor de 507 kW (690 cv) i millor armament que consistia en canó Hispano Suiza S7 de 20 mm, que disparava a través de l'eix de l'hèlix, i 2 metralladores Darne de 7,5 m/m a les ales.

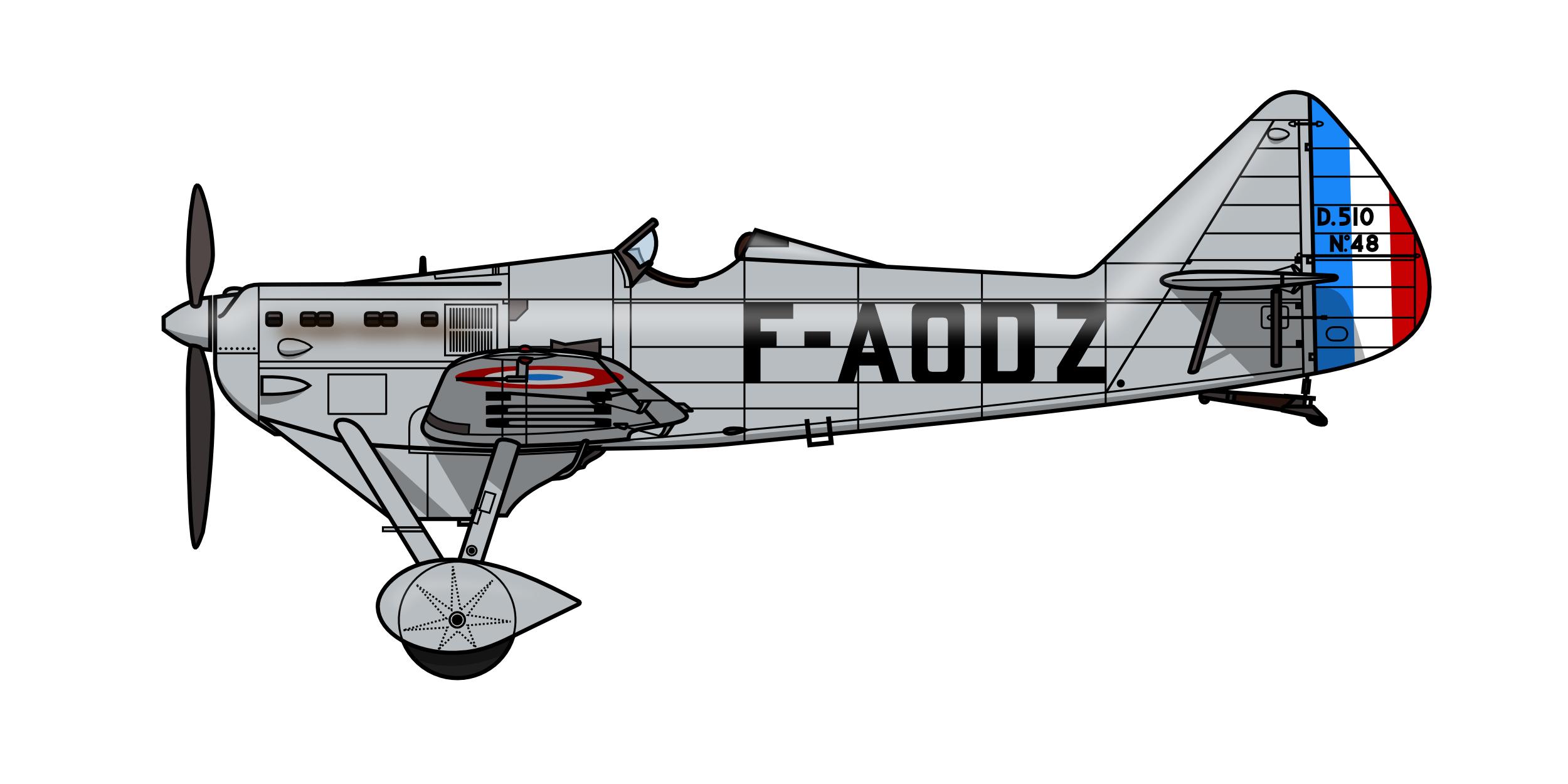
Perfil d'un D.510.

### D.510
Versió amb motor Hispano Suiza 12Ycrs de 641 kW (860 cv). Les metralladores de les ales foren reemplaçades per dues MAC 1934. Primer envol el 14 d'agost de 1934. 120 unitats en total.

### D.511
Prototip amb fuselatge i ales més petitesaquestes en muntatge independent (en voladís). Mai volà, es va convertir en el model D.503.

### D.503
Remodelació del prototip D.511, amb radiador circular en el capó, el mateix armament del model D.501. El primer envol va ser el 15 d'abril de 1935, pilotat per René Fonck.

## Especificacions (D.510)

Alçat, planta i perfil d'un D.500.

## Especificacions (D.510)[7]

### Característiques generals
- Tripulació: 1
- Longitud: 7,94 m
- Envergadura: 12,09 m
- Altura: 2,42 m.
- Superfície alar: 16,50 m²
- Pes buit: 1.496 kg
- Pes màxim: 1.929 kg
- Planta motriu: 1 motor Hispano-Suiza en línia de 12 cilindres en V i 640 kW (860 CV).

### Rendiment
- Velocitat màxima: 402 km/h a 5.000 m
- Rang: 700 km
- Sostre: 11.000 m
- Ascens: 14,85 m/s
- Càrrega alar: 117 kg/m²
- Potència/pes: 330 W/kg
- Arribada als 1000 m: 1,32 min

### Armament
- Armes: 1 canó Hispano-Suiza HS.9 de 20 mm, 4 metralladores MAC 1934 de 7,5 mm.